# Kursztyn
Kursztyn (kaszub. Kursztënò) – wieś kociewska w Polsce położona w województwie pomorskim, w powiecie tczewskim, w gminie Gniew przy drodze wojewódzkiej nr 230. Sołectwo Kursztyn powstało w 1999 roku i jest jednym z 19 sołectw gminy Gniew. Sąsiednia wieś Cierzpice należy do sołectwa Kursztyn.
W latach 1975–1998 miejscowość administracyjnie należała do województwa gdańskiego.
Kursztyn posiada drużynę piłki nożnej Orion Kursztyn.

## Części wsi
| SIMC    | Nazwa     | Rodzaj |
| ------- | --------- | ------ |
| 0161105 | Cierzpice | osada  |

## Z kart historii
W stosunku do obecnego stanu na obszarze dzisiejszego Kursztyna znajdowały się w średniowieczu dwie nieistniejące już osady Wysoka i Kleszewo. W latach 1437–1444 mieszkańcy Kursztyna płacili roczny czynsz w wysokości 24 lub 36 skojców od łana, ponadto 2 kury i jedną gęś. Wieś liczyła wówczas 33 łany powierzchni ogólnej, w tym łanów czynszowych występowało 30. W Kursztynie znajdował się kościół, który był otoczony cmentarzem, a jego uposażenie wynosiło 6 morgów ziemi położonej w strefie nizinnej. W okresie reformacji świątynia opustoszała, natomiast grunty orne przejęli luteranie. Katolicy odzyskali je dopiero w 1740 roku. W 1907 roku wzniesiono budynek szkoły, a w 1928r. była to szkoła jednoklasowa z jednym nauczycielem w której uczyło się 33 uczniów. W styczniu 1921 roku w kilkunastu miejscowościach powiatu gniewskiego wybuchł strajk robotników rolnych. Dotyczyło to również mieszkańców Kursztyna. Roszczenia obejmowały poprawę warunków materialnych. W 1928 roku Kursztyn liczył 197 mieszkańców. W 1932 roku wybudowano budynek socjalny, przedszkole i stołówkę zakładową, w 1966 roku wzniesiono 5 budynków czterorodzinnych, a w 1977 wybudowano 6 bloków dwunastorodzinnych. W 1991 roku przy współudziale mieszkańców Kursztyna wybudowano kaplicę, jednak stoi ona w innym miejscu niż kościół. Sołectwo Kursztyn jest stosunkowo młodym sołectwem gdyż powstało dopiero w 1999 roku.